# Batalha de Caldiero (1809)
Na Batalha de Caldiero ou Batalha de Soave ou Batalha de Castelcerino ocorrida em 27 a 30 de abril de 1809, um exército austríaco liderado pelo arquiduque João da Áustria defendeu contra um exército franco-italiano liderado por Eugène de Beauharnais, o vice-rei do Reino da Itália. Os austríacos em menor número defenderam com sucesso os ataques de seus inimigos em ações em San Bonifacio, Soave e Castelcerino antes de recuar para o leste. O confronto ocorreu durante a Guerra da Quinta Coalizão, parte das Guerras Napoleônicas.
Nos combates iniciais da guerra, o arquiduque João derrotou o exército franco-italiano e o levou de volta ao rio Ádige em Verona. Forçado a destacar forças substanciais para guardar Veneza e outras fortalezas inimigas, João se viu enfrentando um exército franco-italiano fortemente reforçado perto de Verona. Tão envergonhado por seus contratempos que tentou minimizá-los nas comunicações com seu padrasto, o imperador Napoleão, Eugène decidiu usar suas forças superiores para expulsar os invasores austríacos do Reino da Itália.
Eugène foi sondado em San Bonifacio no dia 27. Em 29 de abril, ele ordenou que parte de suas tropas fizesse um ataque de contenção contra Soave enquanto ele enviava uma força italiana para tomar o terreno alto no flanco direito austríaco. No dia 30, os austríacos reconquistaram o Castelcerino, perdido no dia anterior. Enquanto esta ação estava sendo travada, o exército de John começou sua retirada para o rio Brenta em Bassano. Caldiero está localizado a 15 km (9 mi) leste de Verona. As cidades de Soave e San Bonifacio ficam ao longo da Autostrada A4 a cerca 25 km (16 mi) leste de Verona. Castelcerino é uma pequena aldeia na serra a cerca de 4.5 km (2.8 mi) ao norte de Soave.

## Antecedentes
Veja Ordem de Batalha Sacile 1809 para uma lista de unidades e organizações dos exércitos austríaco e franco-italiano.   
No início da guerra de 1809, o General de cavalaria arquiduque João tinha autoridade sobre o VIII Corpo de exército de Feldmarschallleutnant Johann Gabriel Chasteler de Courcelles de 24.500 homens de infantaria e 2.600 de cavalaria, e o IX Corpo de exército de Feldmarschallleutnant Ignaz Gyulai de 22.200 de infantaria e 2.000 de cavalaria. O VIII Corpo de exército se concentrou em Villach na Caríntia e o IX Corpo de exército se concentrou ao sul em Liubliana em Carníola, na atual Eslovênia. O major-general Andreas von Stoichevich foi destacado com 10.000 soldados para observar o XI Corpo do General da Divisão Auguste Marmont na Dalmácia, que os franceses mantinham desde 1806. Uma força de 26.000 homens das guarnições do Landwehr e defendeu a Áustria Interior. João queria que o VIII Corpo marchasse a sudoeste de Villach, enquanto o IX se movia a noroeste de Laibach. As duas forças se juntariam perto de Cividale del Friuli. 
No início da guerra, o povo tirolês se revoltou. Sob líderes como Andreas Hofer, eles começaram a atacar as guarnições da Baviera. Na esperança de ajudar na rebelião, o comandante-em-chefe austríaco, o arquiduque Carlos, duque de Teschen, ordenou que João destacasse Chasteler e 10.000 soldados austríacos para ajudar os tiroleses. O substituto de Chasteler como comandante do reduzido VIII Corpo foi Albert Gyulai, irmão de Ignaz Gyulai.  Suspeitando que a Áustria planejava iniciar uma guerra, Napoleão construiu a parte francesa do Exército da Itália em seis divisões de infantaria e três divisões de cavalaria. Na verdade, muitos dos chamados soldados franceses eram italianos, porque Napoleão havia anexado partes do noroeste da Itália ao Primeiro Império Francês. Além disso, Eugène reuniu três divisões de infantaria italiana para que o exército franco-italiano somasse 70.000 soldados. No entanto, o exército foi disperso pelo norte da Itália. 

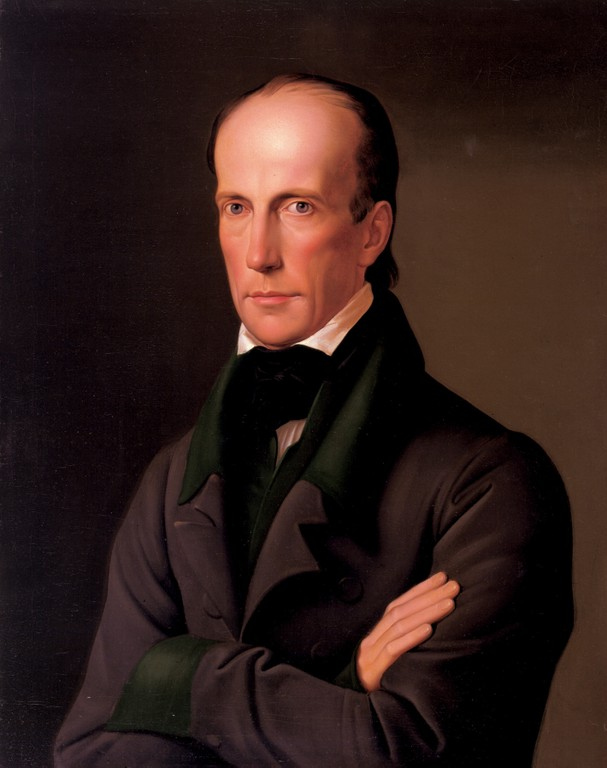
O arquiduque João derrotou Eugène na Batalha de Sacile

Eugène nunca liderou grandes formações em batalha, mas Napoleão o nomeou comandante do Exército da Itália.  Para preparar seu enteado Eugène para o papel, o imperador escreveu-lhe muitas cartas detalhadas aconselhando-o a defender a Itália. Ele instou Eugène a recuar da linha do rio Isonzo para o rio Piave se os austríacos invadissem com força. Napoleão afirmou que o rio Ádige era uma posição estratégica extremamente importante.  Ele não acreditava que a Áustria fosse atacar em abril e não queria provocar seu inimigo concentrando seus exércitos. Assim, o exército de Eugène permaneceu um pouco disperso. 
Em 10 de abril de 1809, o VIII Corpo austríaco avançou de Tarvisio enquanto o IX cruzou o rio Isonzo perto de Cividale. No dia 12, eles se juntaram perto de Udine e avançaram para o oeste. Eugène foi obrigado a destacar Louis Baraguey d'Hilliers e uma divisão italiana para guarnecer o Tirol.  À medida que os austríacos se moviam para o oeste, eles destacaram forças para mascarar as fortalezas franco-italianas de Palmanova e Osoppo. Acreditando que poderia derrotar o arquiduque, Eugène ordenou que suas divisões se concentrassem em Sacile. Em 14 de abril, ele reuniu as cinco divisões de infantaria  de Jean Mathieu Seras, Jean-Baptiste Broussier, Paul Grenier, Gabriel Barbou des Courières e Philippe Eustache Louis Severoli, e a divisão de cavalaria leve de Louis Michel Antoine Sahuc.  As divisões de Eugène não foram organizadas em corpos, tornando seu exército mais difícil de controlar em batalha. 

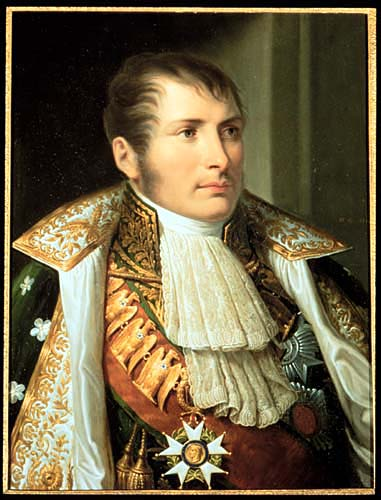
Eugênio de Beauharnais

Em ação liminar no dia 15, a vanguarda de Sahuc levou uma surra em Pordenone.  No entanto, acreditando que ele superava em número João, Eugène atacou o exército austríaco na Batalha de Sacile em 16 de abril.  De fato, o exército franco-italiano contava com 35.000 de infantaria, 2.050 de cavalaria e 54 canhões, enquanto seus oponentes empregavam 35.000 de infantaria, 4.000 de cavalaria e entre 55 e 61 canhões.  Eugène enviou duas divisões contra o flanco esquerdo austríaco, controlado pelo VIII Corpo. Diante da resistência obstinada, mais duas divisões se comprometeram com a luta. Quando João de repente lançou o IX contra o flanco esquerdo francês enfraquecido, Eugène cancelou seus ataques e ordenou uma retirada. Os franco-italianos perderam 6.500 homens e 15 canhões, enquanto os vitoriosos austríacos contaram 4.000 baixas. 
Quando o exército franco-italiano recuou para o rio Piave, encontrou a divisão de infantaria de Jean Maximilien Lamarque e a divisão de dragões de Charles Joseph Randon de Malboissière de Pully avançando. Eugène usou essas novas unidades para cobrir sua retirada. Depois de manter a linha do Piave por quatro dias, ele começou uma retirada para o Ádige em 21 de abril.  Nessa época, o exército foi acompanhado pela Guarda Real Italiana de Teodoro Lechi.  Após uma pausa no Brenta no dia 24, a retirada foi retomada. Ansioso por seu flanco norte, Eugène autorizou Baraguey d'Hilliers a recuar para Rovereto. Chasteler seguiu com isso, pegando Trento em 23 de abril e aparecendo diante de Rovereto no dia 26. 
Profundamente envergonhado por sua derrota, Eugène fez um relatório vago a Napoleão. Mas seu padrasto imperial logo descobriu. O imperador enfurecido enviou a Eugène uma carta crítica sugerindo que ele pedisse ao marechal Joachim Murat para assumir o comando do exército. Felizmente para o vice-rei, os acontecimentos logo começaram a favorecer os franco-italianos. Depois de Sacile, Eugène ordenou a Barbou que reforçasse a guarnição de Veneza com 10 batalhões e um esquadrão de cavalaria. Depois de destacar 10.000 soldados para impedir que essa grande força ameaçasse suas comunicações, o arquiduque chegou ao Ádige com apenas 28.000 soldados.  A infantaria de Pierre François Joseph Durutte e a divisão de dragões de Emmanuel Grouchy se encontraram com o exército franco-italiano perto de Verona. Com 55.500 homens disponíveis, Eugène preparou-se para a ofensiva. 
Em 23 de abril, houve um confronto em Malghera, perto de Veneza. João ordenou que o oberst (coronel) Samuel Andreas Gyurkovics von Ivanocz capturasse uma cabeça de ponte no rio Dese com seus 2.000 soldados. A força austríaca incluía nove companhias do Regimento deInfantaria Grenz Ottocaner, dois batalhões do Regimento de Infantaria N] 52 Arquiduque Franz e seis canhões de 12 libras. Gyurkovics encontrou uma força muito superior sob o veterano de Austerlitz, General de Divisão Marie-François Auguste de Caffarelli du Falga e foi atacado. As tropas de Caffarelli incluíam três batalhões do 7º Regimento de Infantaria de Linha Italiana, oito batalhões do 7º, 16º e 67º Regimentos de Infantaria de Linha e 12 canhões. Os franco-italianos afirmaram ter infligido 600 mortos e feridos em seus inimigos, perdendo apenas 20 mortos e feridos. Os registros austríacos estão ausentes. 

## Batalha

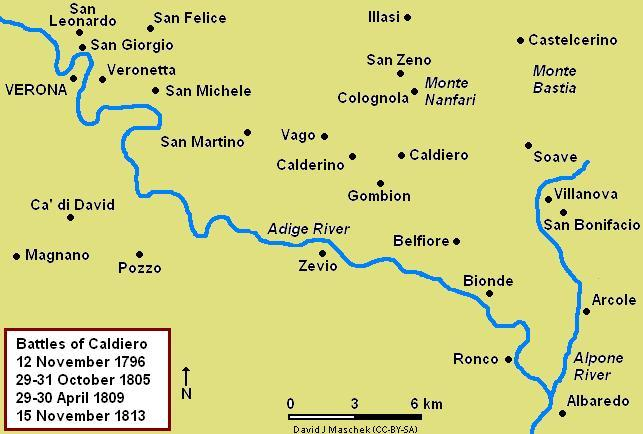
Mapa da Batalha de Caldiero, 29-30 de abril de 1809. Enquanto Grenier empurrou sem sucesso em Soave do leste, a brigada de Bonfanti e a Guarda Italiana capturaram Castelcerino no dia 29. No dia seguinte, Albert Gyulai contra-atacou para recuperar Monte-Bastia

No Ádige, Eugène reorganizou seu exército em corpos sob comandantes que ele nomeou e que foram aprovados por Napoleão. O general de divisão Jacques MacDonald liderou o V Corpo com as divisões de Broussier e Lamarque e uma brigada de dragões. Ele nomeou Grenier para assumir o comando do VI Corpo, que incluía as divisões de Durutte e General da Brigada Louis Jean Nicolas Abbé e o 8º Hussardos. Abbé estava no comando interino da antiga divisão de Grenier até a chegada do general de divisão Michel Marie Pacthod. O XII Corpo foi formado a partir das divisões de Fontanelli e General de Divisão Jean-Baptiste Dominique Rusca. Quando Severoli foi ferido em Sacile, Fontanelli foi transferido da 2ª para a 1ª Divisão italiana e foi substituído por Rusca. A Reserva, sob o comando pessoal de Eugène, incluía a Guarda Italiana, a divisão de Seras, a reserva de artilharia de Jean-Barthélemot Sorbier e as três divisões de cavalaria.  Grouchy foi colocado no comando da cavalaria.  Com a perseguição em mente, Eugène criou uma brigada ligeira, formando três batalhões, tomando companhias de voltigeurs dos regimentos de linha, acrescentando um esquadrão de cavalaria ligeira e uma seção de dois canhões. O general da brigada Armand Louis Debroc foi nomeado para liderar a brigada ligeira. 
Em 27 de abril, houve um confronto em San Bonifacio e Villanova. Seras defendeu a posição com o 106º Regimento de Infantaria de Linha, um esquadrão de cavalaria e quatro canhões, totalizando 3.000 homens. Eles se opuseram pela guarda avançada de 1.800 homens do oberst Anton von Volkmann. Volkmann com oito companhias do Regimento de Infantaria Nº 53 Johann Jellacic conseguiu expulsar os franco-italianos de San Bonifacio. No entanto, Oberst Ignaz Csivich von Rohr e cinco companhias do Regimento de Infantaria grenz Nº 3 Oguliner não conseguiram proteger a vila adjacente de Villanova e sua ponte sobre o rio Alpone. A escuridão e uma tempestade trouxeram o fim da ação. O historiador Digby Smith chamou as baixas de ambos os lados de "leves", mas listou a escaramuça como uma vitória austríaca. 

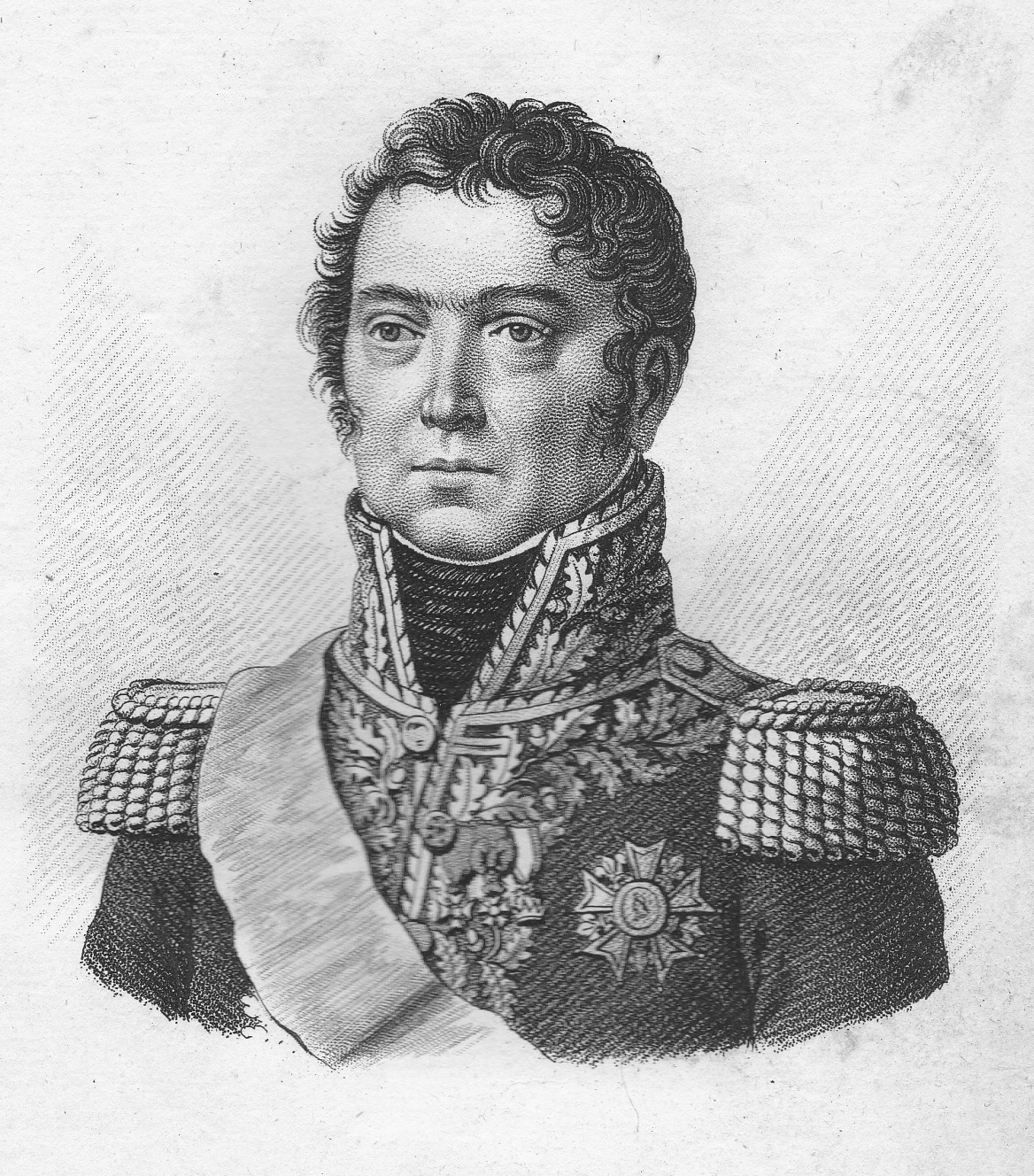
Paul Grenier

No mesmo dia do confronto em San Bonifacio, o arquiduque João recebeu a notícia da derrota de seu irmão, o arquiduque Carlos, duque de Teschen na Batalha de Eckmühl.  João colocou seu exército em uma posição defensiva "formidável" bloqueando a estrada principal. O flanco direito do exército estava em Soave, atrás do Alpone, enquanto o esquerdo ficava em Legnago, atrás do Ádige. John postou três batalhões ao norte de Soave  para manter Monte-Bastia. O centro austríaco ficava em torno de San Bonifacio. A maior parte do exército de Eugène foi implantado ao norte de Arcole, embora algumas unidades alinharam a margem oeste do Ádige abaixo da confluência desse rio com o Alpone. A ala esquerda franco-italiana se estendia para o norte até Illasi e Cazzano di Tramigna. Eugène planejava virar o flanco direito de John, empurrando os austríacos em direção a Veneza. Enquanto isso, a grande guarnição de Veneza partiria para o norte. Se o plano funcionasse, os franco-italianos poderiam prender todo o exército de John entre as duas forças. 
O exército de Eugène ocupou o mesmo terreno onde foi travada a Batalha de Caldiero de 1805. O corpo de Macdonald mantinha Caldiero no centro, enquanto Seras, Abbé, uma brigada italiana e a Guarda Italiana estavam em terreno alto à esquerda em Colognola ai Colli. A divisão de dragões de Pully estava na reserva, enquanto as outras unidades de cavalaria foram implantadas na margem oeste do Ádige sob Grouchy. Em  de abril, a brigada do general da Brigada Antoine-Louis-Ignace Bonfanti da divisão de Fontanelli e a guarda italiana atacaram o destacamento austríaco nas alturas. Enquanto isso, Grenier liderou as divisões de Seras e Abbé para atacar Soave, com as tropas de MacDonald em apoio. 

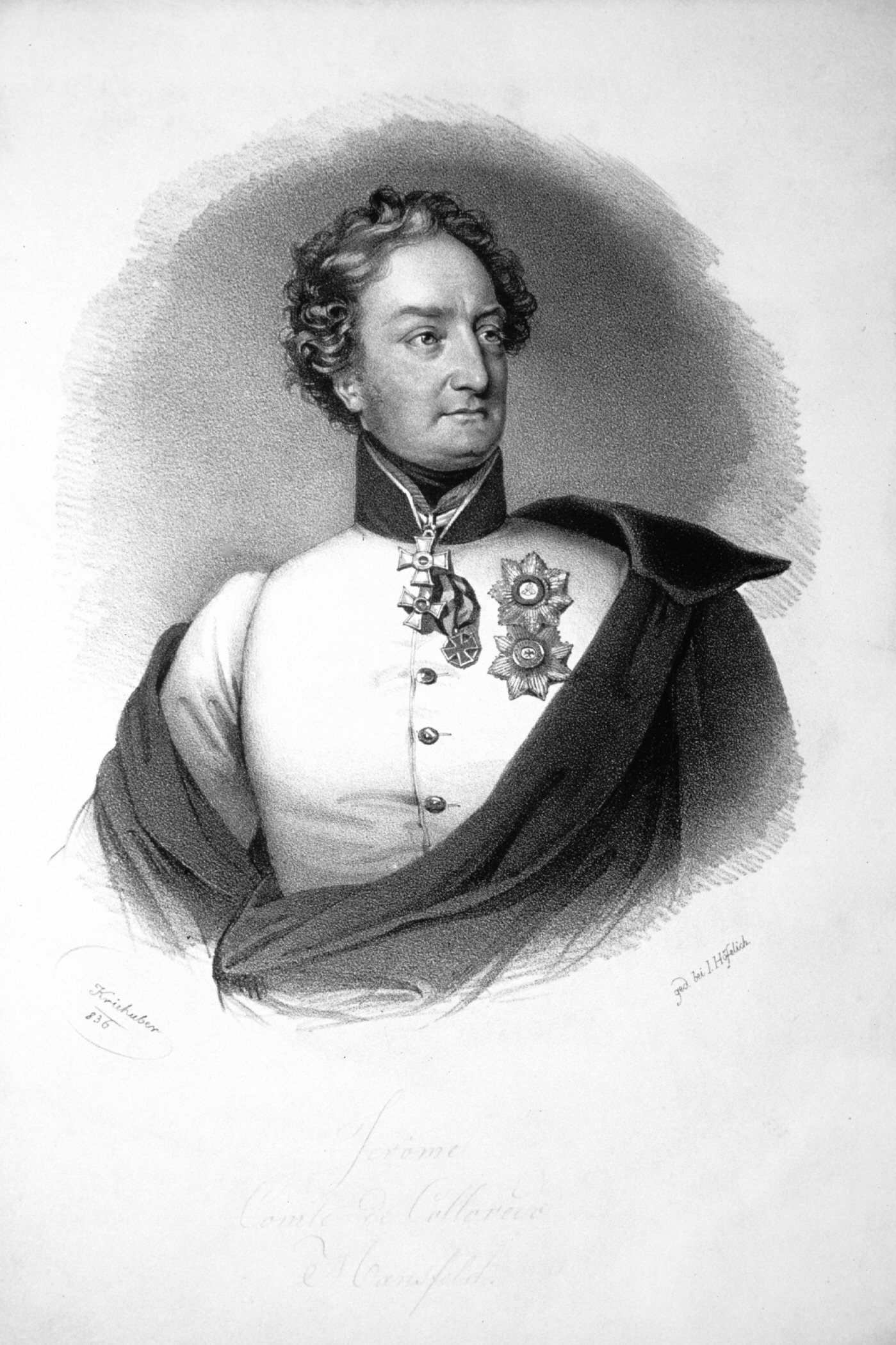
Jerônimo Colloredo

Eugène comprometeu 23.000 homens para a luta, incluindo 24 batalhões, 10 esquadrões e oito peças de artilharia. As unidades envolvidas foram três batalhões do 1º Regimento 'vde Infantaria de Linha Italiana e um batalhão da 2ª Linha Italiana da brigada de Bonfanti, três batalhões da Guarda Real Italiana, 4 esquadrões cada um dos 20º e 30º Regimentos de Dragões, além de dois esquadrões do 8º Hussardos. Grenier enviou dois canhões e quatro batalhões da 53ª Linha da divisão de Seras, e dois batalhões do 8º Regimento de Infantaria ligeira e 102º da divisão de Abbé. MacDonald cometeu dois canhões e cinco batalhões da 9ª, 84ª e 92ª Linhas da divisão de Broussier, e quatro canhões e quatro batalhões da 29ª Linha da divisão de Lamarque. 
Os defensores eram 18.000 soldados em 21 batalhões e 24 canhões em quatro baterias do VIII Corpo de Albert Gyulai. A brigada do general-major Hieronymus Karl Graf von Colloredo-Mansfeld era composta por três batalhões cada um dos Regimentos de Infantaria Nº 27 Strassoldo e Nº 61 Saint-Julien. A brigada do general-major Anton Gajoli consistia em três batalhões do Regimento de Infantaria Nº 62 Franz Jellacic e dois batalhões do Regimento de Infantaria grenz Nº 10 1º Banal. A brigada de Johann Kalnássy e outras unidades incluíam três batalhões cada um dos Regimentos de Infantaria Nº 13 Reisky, Nº 43 Simbschen, e Nº 53 Johann Jellacic, mais dois batalhões do Regimento de Infantaria grenz Nº 3 Oguliner. 
Liderados pela Guarda Italiana, as tropas de Bonfanti invadiram Monte-Bastia  e tomaram Castelcerino. Os ataques de Grenier a Soave e San Bonifacio foram repelidos, no entanto. Os franco-italianos sofreram 1.000 baixas, enquanto os austríacos perderam 400 mortos e feridos, além de 300 capturados. Smith chamou essa ação de vitória austríaca. 
Em 30 de abril, João contra-atacou com 11 batalhões e recapturou as posições perdidas.  Bonfanti foi forçado a recuar para Colognola.  Smith colocou a força austríaca em oito batalhões e 6.000 soldados, incluindo dois batalhões do Regimento de Infantaria grenz Nº 11 2º Banal e três batalhões cada um dos dois regimentos Jellacic. O general da Brigada Jean Joseph Augustin Sorbier liderou os 5.000 homens em sete batalhões da brigada de Bonfanti e da Guarda Italiana. As perdas italianas totalizaram 409 mortos e feridos, enquanto os austríacos vitoriosos perderam 300 mortos e feridos, além de 572 desaparecidos. Smith expressou críticas a Eugène por não apoiar suas tropas em Castelcerino, nem montar um ataque de contenção na frente. Sorbier, um oficial diferente do chefe de artilharia de Eugène, foi mortalmente ferido  e morreu em 21 de maio. 

## Resultado

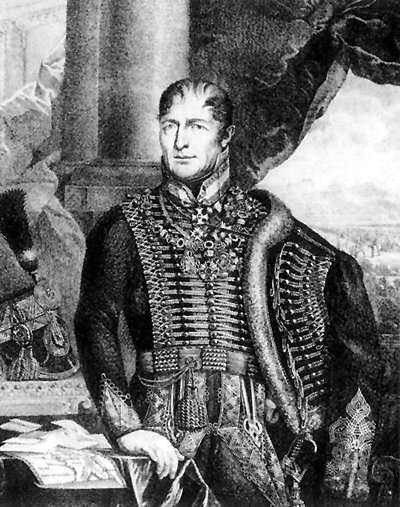
Johann Frimont

João recebeu ordens do arquiduque Carlos em 29 de abril. Ele foi instado a defender o território que havia capturado, mas foi autorizado a usar sua discrição. João sabia que com Napoleão avançando em Viena, sua posição na Itália poderia ser flanqueada por forças inimigas vindas do norte. Ele decidiu retirar-se da Itália e defender as fronteiras da Áustria na Caríntia e Carníola. Depois de quebrar todas as pontes sobre o Alpone, João começou sua retirada nas primeiras horas de 1º de maio, coberto pela retaguarda do Feldmarschallleutnant Johann Maria Philipp Frimont. 
Depois de atrasar o dia todo para consertar uma ponte importante, o exército de Eugène começou sua perseguição em 2 de maio. O vice-rei ordenou que Durutte cruzasse o Ádige em Legnago com sua divisão e seguisse para Pádua no Brenta. De lá, ele se encontraria com as tropas de Veneza e escoltaria um comboio de suprimentos até o Piave para se juntar a Eugène. Enquanto isso, Frimont derrotou a brigada ligeira em Montebello Vicentino e atravessou o Brenta em boa ordem enquanto destruía as pontes.  Em uma série de ações em 2 de maio, os austríacos perderam 200 mortos e feridos enquanto causavam 400 baixas em seus perseguidores, incluindo Debroc ferido. No entanto, os franco-italianos cercaram 850 austríacos doentes ou desgarrados durante o dia. Frimont, general-major Franz Marziani e general-major Ignaz Splényi lideraram unidades austríacas em ações separadas no dia 2. 
Após o manuseio brusco de sua brigada ligeira, o vice-rei a expandiu para uma divisão ligeira e colocou o general da brigada Joseph Marie, conde Dessaix, à frente. Ele acrescentou três batalhões de voltigeurs adicionais, mais dois canhões,  e o 9º Regimento de Chasseurs à Cheval. A nova divisão estava destinada a desempenhar um papel fundamental na vitória de Eugène na Batalha do Rio Piave em 8 de maio de 1809. 